# Death Magnetic
Death Magnetic er Metallicas 9. studiealbum. Albummet udkom den 12. september 2008. Dette var det første studiealbum med deres bassist Robert Trujillo. På gruppens hjemmeside kan registrerede brugere logge sig ind for at se og høre klip fra albummet. Den 17. juli blev der offentliggjort billeder af det nye albums cover.

## Spor
1. "That Was Just Your Life" – 7.08
2. "The End of the Line" – 7.52
3. "Broken, Beat & Scarred" – 6.25
4. "The Day That Never Comes" – 7.56
5. "All Nightmare Long" – 7.58
6. "Cyanide" – 6.39
7. "The Unforgiven III" – 7.46
8. "The Judas Kiss" – 8.00
9. "Suicide & Redemption" – 9.57
10. "My Apocalypse" – 5.01

## Musikere
- James Hetfield, vokal/rytme-guitar
- Lars Ulrich, trommer
- Kirk Hammett, lead-guitar
- Robert Trujillo, bas-guitar